# Samy Naceri
Samy Naceri (Paris, 2 de Julho de 1961) é um ator e produtor francês.
Conhecido como o bad boy do cinema francês devido aos seus problemas com a justiça francesa, tendo inclusive, sido preso diversas vezes, ficou conhecido por suas atuações na sequência dos filmes Taxi, onde interpreta o taxista de Marselha Daniel Morales. Apesar de suas atuações nos filmes Taxi, recebeu seu primeiro prêmio de destaque, dividindo com outros quatro conterrâneos participantes do mesmo filme que Naceri, após sua atuação no filme Indigènes (Dias de Glória, em português), recebendo o prêmio de Melhor Ator no Festival de Cannes, em 2006.

## Vida pessoal
Decorrente de uma acusação de abuso de substâncias em 2003, Naceri foi condenado a oito meses de prisão com diferimento, teve sua carteira de motorista suspensa por três anos e foi penalizado com uma multa de € 5.000 por um incidente de raiva na estrada em que ele quebrou um carro e agrediu um de seus ocupantes.

Em novembro de 2005, depois de esperar por um hóspede tardio, Naceri atacou um homem de 22 anos com um cinzeiro em um restaurante de Paris. O ator foi condenado por agressão e passou dois meses na prisão. Ele foi solto em fevereiro de 2006. Então, em dezembro de 2006, ele foi preso por abusar racialmente de policiais. Em janeiro de 2007, ele foi acusado de tentativa de homicídio após esfaquear um segurança em Aix-en-Provence. Ele foi condenado a nove meses de prisão (seis meses suspensos) por violência e também foi condenado a um mês de prisão por agredir dois guardas em um centro médico onde estava sendo tratado por overdose de drogas.

## Filmografia

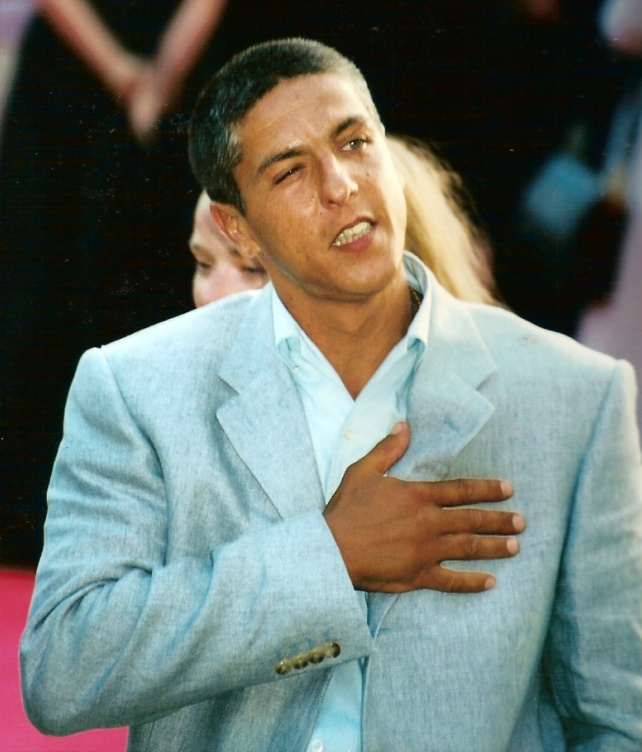
Samy Naceri no Festival de Cannes em 2000.

### Ator

#### Anos 1980
- 1981 : Inspecteur la bavure de Claude Zidi Figuração
- 1989 : La Révolution française de Robert Enrico e Richard T. Heffron

#### Anos 1990
- 1994 : Léon de Luc Besson
- 1994 : Nestor Burma (quinto episódio)
- 1994 : Frères, la roulette rouge de Olivier Dahan
- 1995 : Coup de vice de Zak Fishman
- 1995 : Double Peine de Thomas Gilou
- 1995 : Raï de Thomas Gilou (Nordine)
- 1996 : Love in Paris d'Anne Goursaud
- 1996 : Maintenant ou jamais
- 1996 : Pourquoi partir de Bastien Duval et Bernadette Lafont
- 1996 : La Légende de Dede de Antonio Olivares
- 1997 : Malik le Maudit de Youcef Hamidi
- 1997 : Pj papel de Rachid (primeiro episódio)
- 1997 : Bouge! de Jérôme Cornuau
- 1997 : Autre chose à foutre qu'aimer de Carole Giacobbi
- 1998 : Taxi de Gérard Pirès
- 1998 : Cantique de la racaille de Vincent Ravalec
- 1998 : Mounir et Anita de Mabrouk el Mechri
- 1998 : Petit Ben d'Ismael Ferroukhi
- 1999 : Un pur moment de rock'n'roll de Manuel Boursinhac
- 1999 : Une pour toutes de Claude Lelouch

#### Anos 2000
- 2000 : Taxi 2 de Gérard Krawczyk
- 2000 : Là-bas, mon pays de Alexandre Arcady
- 2000 : Une pour toutes de Claude Lelouch
- 2001 : Le Petit Poucet de Olivier Dahan
- 2001 : Nid de guêpes de Florent-Emilio Siri
- 2001 : La Repentie de Laetitia Masson
- 2001 : L'Aîné des Ferchaux de Bernard Stora
- 2001 : Féroce de Gilles de Maistre
- 2002 : La Mentale de Manuel Boursinhac
- 2002 : Concerto pour un violon de Gilles de Maistre
- 2002 : La Merveilleuse Odyssée de l'idiot toboggan de Vincent Ravalec
- 2002 : Disparu de Gilles de Maistre
- 2002 : Tapis volant de Youcef Hamidi
- 2003 : Taxi 3 de Gérard Krawczyk
- 2003 : Le Monde de Némo (voz francesa da tartaruga marinha Crush) de Andrew Stanton
- 2004 : Bab el web de Merzak Allouache
- 2004 : Seconde Chance de Miguel Courtois
- 2006 : Indigènes de  Rachid Bouchareb
- 2007 : Taxi 4 de Gérard Krawczyk
- 2008 : Des poupées et des anges de Nora Hamdi

### Produtor
- 2002 : Disparu